# Strada dei vini del Cantico
La strada dei vini del Cantico è una delle quattro strade del vino presenti in Umbria istituita nel 2002 con lo scopo di affermare l'identità storica, culturale, ambientale, sociale ed economica dei comuni partecipanti.
L'associazione raggruppa cantine, frantoi, enti territoriali e strutture ricettive e ristorative con l'obiettivo di valorizzare il territorio e la sua valenza turistica
La strada dei vini del Cantico rappresenta un territorio contrassegnato da una celebre produzione enologica: una DOCG (il Torgiano Rosso Riserva) e cinque DOC (Assisi, Colli Perugini, Torgiano, Colli Martani e Todi).

## Comuni partecipanti
I comuni che aderiscono all'iniziativa sono:
Assisi, Bettona, Cannara, Collazzone, Fratta Todina, Marsciano, Massa Martana, Monte Castello di Vibio, Perugia, Spello, Todi e Torgiano.

## Itinerario
La strada parte da Todi (dove vengono prodotti vini pregiati fin dal I secolo come testimoniano gli scritti di Plinio il Giovane) per terminare a Spello, nota oltre che per i vini anche per gli oli di alta qualità
La strada dei vini del Cantico può essere percorso seguendo la viabilità storica, percorrendo strade minori e panoramiche in l'automobile, in bicicletta, a cavallo e a piedi.
L'associazione propone durante tutto l'arco dell'anno pacchetti individuali ed offerte viaggio alla scoperta del territorio umbro, selezionando proposte di pernottamento e di visita.

## Vini

### D.O.C.G.
- Torgiano Rosso Riserva

### D.O.C.
- Assisi
- Torgiano
- Colli Perugini
- Colli Martani
- Todi